# Unirea (gmina w okręgu Dolj)
Unirea – gmina w Rumunii, w okręgu Dolj. Obejmuje tylko jedną miejscowość Unirea. W 2011 roku liczyła 3814 mieszkańców.